# Sollevamento pesi ai Giochi della XV Olimpiade - Pesi medi
La competizione della categoria pesi medi (fino a 75 kg) di sollevamento pesi ai Giochi della XV Olimpiade si è svolta il giorno 26 luglio 1952 al Messuhalli Hall di Helsinki.

## Regolamento
La classifica era ottenuta con la somma delle migliori alzate delle seguenti 3 prove:
- Distensione lenta
- Strappo
- Slancio

Su ogni prova ogni concorrente aveva diritto a tre alzate.

## Risultati
| Pos.    | Atleta              | Nazione        | Peso Atleta | Totale | Distensione lenta | Distensione lenta | Distensione lenta | Strappo | Strappo | Strappo | Slancio | Slancio | Slancio |
| Pos.    | Atleta              | Nazione        | Peso Atleta | Totale | 1                 | 2                 | 3                 | 1       | 2       | 3       | 1       | 2       | 3       |
| ------- | ------------------- | -------------- | ----------- | ------ | ----------------- | ----------------- | ----------------- | ------- | ------- | ------- | ------- | ------- | ------- |
| Oro     | Peter George        | Stati Uniti    | 72,80       | 400,0  | 105,0             | 110,0             | 115,0             | 120,0   | 125,0   | 127,5   | 150,0   | 157,5   | 165,0   |
| Argento | Gerald Gratton      | Canada         | 74,80       | 390,0  | 115,0             | 122,5             | 127,5             | 112,5   | 120,0   | 120,0   | 142,5   | 150,0   | 155,0   |
| Bronzo  | Kim Seong-jip       | Corea del Sud  | 73,40       | 382,5  | 122,5             | 127,5             | 127,5             | 105,0   | 110,0   | 112,5   | 140,0   | 145,0   | 147,5   |
| 4       | Ismail Ragab        | Egitto         | 73,85       | 382,5  | 110,0             | 115,0             | 117,5             | 110,0   | 115,0   | 117,5   | 145,0   | 145,0   | 150,0   |
| 5       | Moustafa Laham      | Libano         | 73,00       | 370,0  | 107,5             | 112,5             | 115,0             | 112,5   | 117,5   | 120,0   | 142,5   | 142,5   | 150,0   |
| 6       | Åke Hedberg         | Svezia         | 72,70       | 357,5  | 95,0              | 100,0             | 102,5             | 105,0   | 110,0   | 110,0   | 135,0   | 145,0   | 150,0   |
| 7       | Ángel Sposato       | Argentina      | 73,85       | 357,5  | 102,5             | 107,5             | 107,5             | 105,0   | 110,0   | 112,5   | 135,0   | 140,0   | 145,0   |
| 8       | Jalal Mansouri      | Iran           | 74,95       | 357,5  | 105,0             | 105,0             | 110',0            | 107,5   | 112,5   | 112,5   | 135,0   | 140,0   | 145,0   |
| 9       | Frank Teräskari     | Finlandia      | 74,85       | 352,5  | 95,0              | 100,0             | 102,5             | 105,0   | 110,0   | 110,0   | 135,0   | 140,0   | 145,0   |
| 10      | André Dochy         | Francia        | 74,50       | 350,0  | 95,0              | 100,0             | 102,5             | 102,5   | 107,5   | 110,0   | 135,0   | 140,0   | 142,5   |
| 11      | Václav Pšenička Jr. | Cecoslovacchia | 74,75       | 350,0  | 92,5              | 97,5              | 100,0             | 100,0   | 105,0   | 107,5   | 130,0   | 140,0   | 142,5   |
| 12      | Jan Smeekens        | Paesi Bassi    | 73,70       | 345,0  | 90,0              | 95,0              | 100,0             | 110,0   | 115,0   | 120,0   | 135,0   | 135,0   | 145,0   |
| 13      | Jørgen Moritzen     | Danimarca      | 74,15       | 340,0  | 92,5              | 97,5              | 100,0             | 97,5    | 102,5   | 105,0   | 132,5   | 137,5   | 140,0   |
| 14      | Emmerich Bauer      | Austria        | 73,15       | 337,5  | 95,0              | 100,0             | 102,5             | 102,5   | 110,0   | 110,0   | 130,0   | 135,0   | 140,0   |
| 15      | Fred Giffin         | Australia      | 75,00       | 335,0  | 107,5             | 112,5             | 112,5             | 95,0    | 100,0   | 100,0   | 122,5   | 127,5   | 132,5   |
| 16      | Thor Olsen          | Norvegia       | 74,85       | 325,0  | 95,0              | 100,0             | 102,5             | 95,0    | 100,0   | 102,5   | 120,0   | 125,0   | 130,0   |
| 17      | Muhammad Iqbal Butt | Pakistan       | 75,00       | 325,0  | 95,0              | 100,0             | -                 | 95,0    | 100,0   | 102,5   | 130,0   | 130,0   | 135,0   |
| 18      | Ilie Enciu          | Romania        | 74,30       | 322,5  | 97,5              | 97,5              | 102,5             | 92,5    | 97,5    | 100,0   | 122,5   | 127,5   | 130,0   |
| 19      | Walter Dossenbach   | Svizzera       | 74,40       | 312,5  | 85,0              | 92,5              | 92,5              | 95,0    | 100,0   | 102,5   | 122,5   | 127,5   | 127,5   |
| 20      | Jacques Flury       | Svizzera       | 74,50       | 310,0  | 80,0              | 85,0              | -                 | 95,0    | 100,0   | 100,0   | 117,5   | 125,0   | 130,0   |
| 21      | David Pimentel      | Messico        | 74,35       | 197,5  | 102,5             | 110,0             | 110,0             | 95,0    | 100,0   | 100,0   | 122,5   | 122,5   | 122,5   |